# ملعب مالية دي ليناريس
ملعب مالية دي ليناريس (بالإنجليزية: Estadio Fiscal de Linares)‏ هو ملعب كرة قدم يقع في ليناريس، تشيلي، يتسع لـ 7,000 متفرج.

## التاريخ
افتتح الملعب في 1948.